# Thomas Eßer
Thomas Eßer, aussi orthographié Thomas Esser, né le 15 mai 1870 à Schwerfen (Zülpich) et mort le 29 novembre 1948 à Euskirchen, est un éditeur et homme politique allemand.
Il est l'auteur de nombreuses brochures et manuscrits sur des sujets politiques, commerciaux et coopératifs. Il a également été collaborateur permanent de journaux quotidiens et spécialisés.
Lors de la prise du pouvoir par les nazis en 1933, il est le seul vice-président du Reichstag à ne pas être nazi, poste qu'il occupe jusqu'en avril 1933, date à laquelle il est emprisonné pour de faux motifs.

## Biographie
De 1884 à 1888, il effectue un apprentissage d'imprimeur à l'Euskirchener Zeitung où il travaille  jusqu'en 1895.
En 1895, il ouvre une manufacture. En 1922, il devient président de l'Association des artisans rhénans. En 1900, il fonde une banque coopérative, la Euskirchener Spar- und Kreditgenossenschaft qu'il dirige jusqu'en 1933, et siège au conseil d'administration de la Rheinische Genossenschaftsbank de 1904 à 1914. Au cours de la même période, il est rédacteur en chef et associé de l'Euskirchener Volkszeitung. En 1904, Eßer est membre du conseil d'administration et en 1908 membre du conseil de surveillance du Rheinischer Genossenschaftsverband. De 1912 à 1931, il est membre du conseil d'administration de la Chambre des métiers de Cologne.

## Carrière politique
De 1906 à 1924, Thomas Eßer est conseiller municipal à Euskirchen (centre). De 1912 à 1933, il est membre du comité exécutif du Reich du Zentrum, de 1913 à 1919 membre du conseil de district d'Euskirchen et de 1918 à 1924 échevin d'Euskirchen. De 1918 à 1928, il est membre de l'assemblée (Landtag) de la Province de Rhénanie.
De 1919 à 1921, il est membre de l' Assemblée constitutionnelle de l'État prussien et en 1921-1922 membre du Parlement prussien.
À partir de septembre 1921, il est député au Reichstag, , en devient vice-président en novembre 1926 et de 1928 à 1933 premier vice-président du Reichstag allemand à Berlin.
Le 2 octobre 1925, la ville d'Euskirchen le fait citoyen d' honneur.

## Sous le joug national-socialisme
Le 6 avril 1933, il est arrêté par le régime nazi pour inconduite présumée et reste jusqu'au 16 avril incarcéré à la prison de Klingelpütz à Cologne. Le 7 juin 1933, la citoyenneté d'honneur de la ville d'Euskirchen lui est retirée. Puisqu'il lui est interdit d'écrire et de prendre la parole, il écrit divers romans et récits anonymes.
En septembre 1933, il est mis à la retraite forcée pour l'écarter de la présidence de la banque Euskirchener Gewerbebank.
Le 22 août 1944, Eßer est arrêté après la tentative d'assassinat d'Hitler dans le cadre de l'Action Gewitter et transféré avec Konrad Adenauer, Josef Baumhoff, Peter Schlack, Otto Gerig et Joseph Roth au camp d'éducation par le travail des salles d'exposition de Cologne-Deutz.

## Après la guerre
Le 16 avril 1945, les droits honorifique de la ville d'Euskirchen qui avaient été confisqués en 1933, lui sont restitués.
En 1945, Thomas Eßer et d'autres fondent la CDU dans le district et la ville d'Euskirchen. Il devient président du comité consultatif du gouvernement militaire du district d'Euskirchen.
En plus de la citoyenneté d'honneur, l'une des écoles professionnelles du district d'Euskirchen, une rue de Südstadt et la place du village de Schwerfen portent le nom de Thomas Eßer.